# Nasheed
Nasheed (arabiska:نشيد nashīd, plural أناشيد anāshīd), är arabisk vokalmusik som antingen sjungs a cappella eller ackompanjerat av slagverk såsom daf. Som regel får inte islamisk musik bruka lamellofoner, stråkinstrument, blåsinstrument eller bleckblåsinstrument, men digitala pålägg - som antingen härmar slagverk eller skapar övertoner - är tillåtet. Detta beror på att många muslimska lärda hävdar att islam förbjuder bruk av musikinstrument bortsett från vissa slagverk.
Anasheed är mycket populärt i hela den islamiska världen. Texterna anför vanligen islamiska trossatser eller historia, samt samtida händelser i samhället eller för religionens vidkommande.
Vissa Ulama hävdar att  bruk av musikinstrument är underförstått förbjudet i Hadith.  Grundarna av de fyra större skolorna inom islam likväl som många andra uppburna akademiker har debatterat huruvida musikintrument bör eller får användas. En av dessa, Abu Hanifa, enligt Hanafi madhab, hävdar att om det kommer till kännedom att en person lyssnar till sådan musik så ska personens vittnesmål inte godkännas. En annan muslimsk lärd,  Ibn Taymiyyah, har sagt att sådan musik är som alkohol för själen.